# Sân vận động Louis II
Sân vận động Louis II (tiếng Pháp: Stade Louis II, phát âm tiếng Pháp: [stad(ə) lwi dø]) là một sân vận động nằm ở quận Fontvieille của Monaco. Sân chủ yếu phục vụ như một địa điểm cho bóng đá, là sân nhà của AS Monaco và đội tuyển bóng đá quốc gia Monaco. Sân vận động này đáng chú ý nhất với chín mái vòm đặc biệt ở cuối sân. Đấu trường cũng được sử dụng cho Herculis, một giải đấu điền kinh của Diamond League. Từ năm 1998 đến năm 2012, sân vận động đã tổ chức trận Siêu cúp bóng đá châu Âu hàng năm.

## Lịch sử
Sân vận động Louis II ban đầu được khai trương vào năm 1939 với tư cách là sân nhà của AS Monaco. Quyết định xây dựng một trung tâm thể thao mới ở Monaco có từ năm 1979. Thân vương Rainier III đã quyết định thành lập một khu thể thao ở quận Fontvieille. Hoàng tử đã đưa các kiến trúc sư người Paris đến để xây dựng khu liên hợp. Công việc bắt đầu vào tháng 5 năm 1981 và kết thúc vào năm 1984, cần 120.000 m³ bê tông, 9.000 tấn sắt và 2.000 tấn kết cấu thép trên một vùng đất giữa được khai hoang từ biển. Khu liên hợp được khánh thành vào ngày 25 tháng 1 năm 1985 bởi Rainier III.
Sân vận động có sức chứa hiện tại là 16.360 chỗ ngồi và được đặt theo tên của Louis II, Thân vương Monaco, người từng là Thân vương của Monaco khi sân vận động ban đầu được xây dựng. Phần lớn cơ sở vật chất của sân vận động nằm dưới lòng đất, bao gồm trung tâm thể thao đa năng Gaston-Medecin, trung tâm thủy sinh Thân vương Albert II và một bãi đậu xe lớn ngay dưới sân.

## Cơ sở vật chất
Nhà thi đấu trong nhà Salle Gaston Médecin nằm dưới khán đài của sân vận động bóng đá. Salle Gaston Médecin có thể tổ chức các trận đấu bóng rổ, bóng chuyền và bóng ném, cũng như các trận đấu judo và đấu kiếm, cũng như các giải đấu cử tạ và thể dục dụng cụ.
Khu liên hợp sân vận động, ngoài sân vận động bóng đá và điền kinh và Salle Gaston Médecin, còn có trung tâm thủy sinh Thân vương Albert II, một khu liên hợp văn phòng lớn, và cũng có Đại học Quốc tế Monaco (IUM), chuyên về giáo dục kinh doanh.

## Hình ảnh

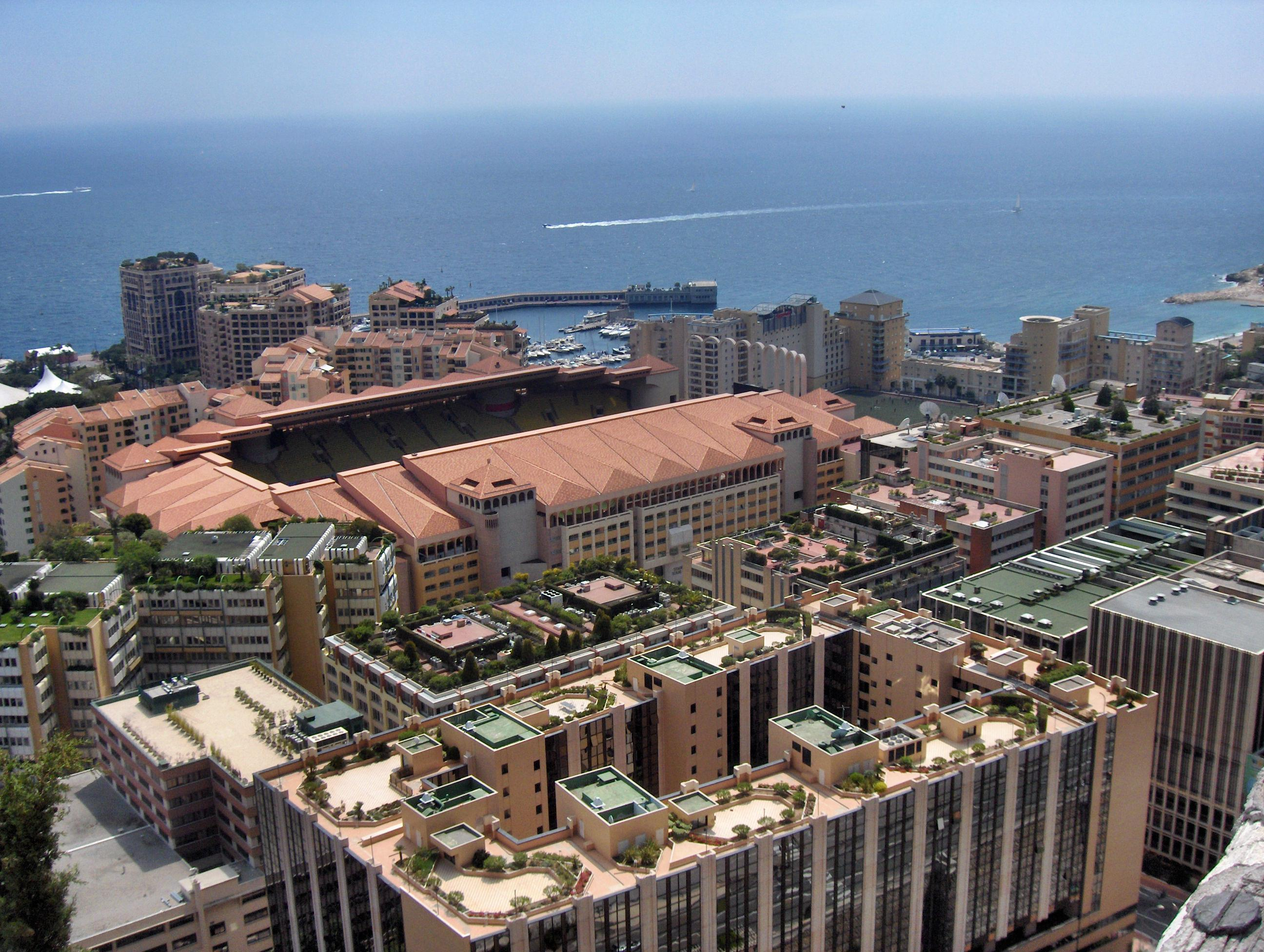
Sân vận động nhìn từ trên xuống
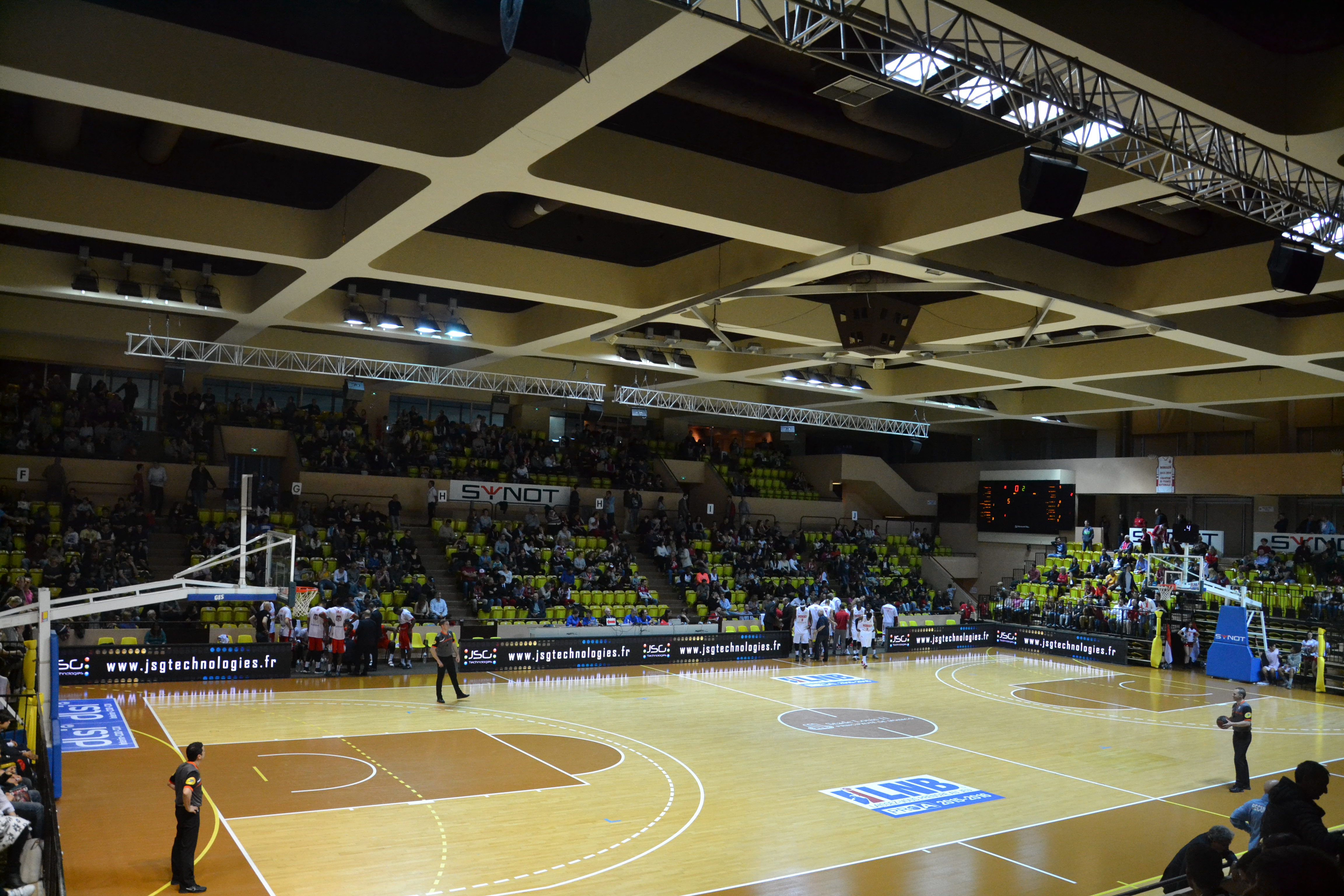
Nhà thi đấu trong nhà Salle Gaston Médecin, được sử dụng bởi câu lạc bộ bóng rổ AS Monaco